# Cucullia beata
Cucullia beata är en fjärilsart som beskrevs av Rothschild 1920. Cucullia beata ingår i släktet Cucullia och familjen nattflyn. Inga underarter finns listade i Catalogue of Life.